# Lestinogomphus congoensis
Lestinogomphus congoensis är en trollsländeart som beskrevs av Cammaerts 1969. Lestinogomphus congoensis ingår i släktet Lestinogomphus och familjen flodtrollsländor. IUCN kategoriserar arten globalt som livskraftig. Inga underarter finns listade i Catalogue of Life.